# ゼスプリ・インターナショナル
ゼスプリ・インターナショナル・リミテッド（ZESPRI international Limited）は、ニュージーランド・タウランガに本拠を置く、キウイフルーツの生産・販売会社。日本の企業はゼスプリ・インターナショナル・ジャパンを参照。
ゼスプリ（ZESPRI）ブランドの名は、zest（情熱）とspirit（精神）を合わせた造語。

## 沿革
- 1977年 - 組織委員会「ニュージーランド・キウイフルーツ・マーケティング・ライセンシング」を設立。
- 1988年 - ニュージーランド・キウイフルーツ・マーケティング・ボード（NZKMB）に名称変更
- 1997年 - NZKMBの販売子会社としてゼスプリ・インターナショナルを設立。ゼスプリ（ZESPRI）ブランドの誕生。
- 1999年 - ヘイワード種のグリーンキウイフルーツを「ゼスプリ・グリーンキウイ」として商標登録。

## 製品
- ゼスプリ・グリーンキウイ - ヘイワード種。果肉は緑色。
- ゼスプリ・ゴールドキウイ - ホート16A種。果肉は黄色。
- ゼスプリ・グリーン・オーガニックキウイ - 有機栽培されたグリーンキウイ。
- ゼスプリ・ゴールド・オーガニックキウイ - 有機栽培されたゴールドキウイ。
- ゼスプリ・グリーンジャンボキウイ - 重さ150g以上の大きさのもので構成されたもの。
- ゼスプリ・スウィート・グリーンキウイ - 2012年5月より販売開始された新品種。従来の製品よりも甘さが増加。
- ゼスプリ・サンゴールドキウイ - 2012年6月より販売開始された新品種。従来の製品よりも甘さが増加。

## 関連企業
- ゼスプリ・インターナショナル・アジア - 台湾に本社を置く現地法人。
- ゼスプリ・インターナショナル・コリア - 韓国に本社を置く現地法人。
- ゼスプリ・インターナショナル・ジャパン - 東京都港区に本社を置く日本法人。ゼスプリブランドのキウイフルーツを日本で輸入・販売をする。
- ゼスプリ・インターナショナル・ノースアメリカ - アメリカ合衆国カリフォルニア州に本社を置く現地法人。
- ゼスプリ・インターナショナル・ヨーロッパ - ベルギーに本社を置く現地法人。